# Каюм Насирі
Габделькаюм Габденнасирович Насиров (Каюмов Насийрі) (тат. Qayum Nasıri, Каюм Насыйри; нар. 2 (14) лютого 1825, Верхні Шірдани, Свіяжський повіт, Казанська губернія, Татарстан — 20 серпня 1902, Казань, Татарстан) — татарський вчений-етнограф, літератор і просвітитель XIX століття.
Видатний учений, письменник і просвітитель татарського народу Каюм Насирі протягом своєї більш ніж півстолітньої наукової, літературної і педагогічної діяльності видав близько сорока праць по художній літературі, фольклору, філології, педагогіці, математиці, історії, географії, астрономії та іншим галузям науки. Каюм Насирі був справжнім вченим, він палко любив свою батьківщину, свій народ і багато зробив для його розвитку. Будучи письменником-демократом, просвітителем, Каюм Насирі все своє життя віддав справі поширення серед татарського населення науки і знання культури і прогресу. Він йшов попереду представників демократичного спрямування в суспільному житті, постійно боровся за зближення татар з діячами російського революційного руху, боровся за вивчення татарами російської мови. Ім'я Каюма Насирі сьогодні відомо кожному, хто хоча б трохи знайомий з історією і культурою татарського народу. Пам'ять про видатного просвітителя не тільки не померкла за останні десятиліття, а й була увічнена в назвах вулиць, в меморіальних місцях і музеях, в масовому виданні і широкій пропаганді його праць. Однак посмертна слава і вдячність нащадків послужили всього лише невеликою винагородою людині, яка протягом усього свого життя, перебуваючи в щасливому пошуку істини, в той же час постійно відчувала нерозуміння і навіть неприязнь сучасників, бідність і невдачі, холодну, безпросвітну самотність.

## Біографія
Народився 2 лютого 1825 року в селі Верхні Шірдани Свіяжського повіту Казанської губернії (нині Зеленодольський район Республіки Татарстан) в родині відомого богослова і майстра каліграфії Габденасира бін Хусейна. Відомо, що родоначальником цієї старовинної і дуже шанованої династії був якийсь Біраш баба, що облаштувався на правобережжі Волги ще за часів Казанського ханства. З тих пір протягом декількох століть багато його нащадків були визнаними лідерами місцевих мусульман, виконуючи обов'язки сільських старост і указних мулл.
Дід Каюма — Хусейн бін Альмухамедов, закінчивши прославлене медресе Сагіта Ахметова в селі Березі (нині Атнинський район Республіки Татарстан), у другій половині XVIII — початку XIX століття був імамом в Верхніх Шірданах, з успіхом займався викладацькою і науковою діяльністю. Він залишив ряд рукописних праць з арабського синтаксису і граматики, які користувалися великою популярністю у шакірдов того часу. На жаль, його син Габденасір, незважаючи на блискучі здібності і фундаментальні знання в області ісламських наук, отримані в найавторитетніших центрах татарської мусульманської освіти в Казані, в селах Березі і Маскара (нині Кукморський район Республіки Татарстан), не став проповідником.
Освічений, добре знав російську мову Насир-мулла всі сили і час віддавав турботам про рідний аул і односельців. Як згодом писав Каюм Насирі, "співчуття до чужої біди, чуйність до людей і безліч добрих справ … здобули йому повагу і вдячність народу, що прозвав його «милосердним». Суспільні проблеми так і не дали Габденасіру Хазрета можливості офіційно проповідувати в сільській мечеті. Однак, подібно до свого батька Хусейна, він досить плідно займався теорією арабської мови і професійним переписуванням східних книг.
Таким чином, доля Каюма Насирі була багато в чому зумовлена сімейною історією і традиціями, чудовим прикладом його предків. Освоївши основи грамоти і віри в сільському мектебе, він за порадою батька в 1855 році їде в Казань в медресе при п'ятій соборній мечеті, де тоді викладав їх земляк і давній друг Ахмед бін Сагит аш-Шірдані (1793—1863). Цей священнослужитель був відомий не просто як природжений педагог і талановитий вчений, але і як прогресивний імам, переконаний прихильник релігійного реформатора Г. Курсаві. Навчання під керівництвом такої людини допомогло Каюму розвинути природну допитливість і критичне мислення. За короткий час він освоїв турецьку, арабську та перську мови, основи мусульманської філософії та права. Великий інтерес проявляла молода людина до вивчення російської мови. Ймовірно, в пошуках живого спілкування та літератури Каюм познайомився з представниками російської інтелігенції і православними місіонерами, які незабаром самі запропонували обдарованому мусульманину зайняти посаду викладача татарської мови в Казанському духовному училищі.
У 1855 році Каюм Насирі почав давати уроки майбутнім християнським священнослужителям, і через кілька років, набравшись педагогічного досвіду, перейшов на аналогічну роботу в Казанську духовну семінарію. Для мусульманина це був по-справжньому сміливий, навіть відчайдушний крок. Громадська думка казанських татар в той час категорично не схвалювала співпрацю правовірних мусульман з православною державою в освітній сфері.
Вікові упередження, пов'язані з боязню християнізації, зробили молодого вчителя ізгоєм серед одновірців. Коло його спілкування звузилося до викладачів і учнів семінарії та університету. Каюму виділили крихітну кімнату на горищі семінарської будівлі, де він до глибокої ночі засиджувався над східними рукописами, російської та європейської літератури, конспектами і нарисами перших своїх творів.
Новий і, мабуть, найважливіший етап в житті педагога починається в сімдесятих роках XIX століття, коли уряд, перейнявшись автономією мусульманської конфесійної освіти, прийняв ряд заходів по її інтеграції в систему державної російської освіти. Найважливішим завданням тоді вважалося введення обов'язкового навчання шакірдів мектебів і медресе російській мові, повсюдне створення світських російсько-татарських шкіл. Реалізація цих рішень йшла вкрай важко, зустрічаючи опір духовенства і мусульманського населення. Без того непросте становище ускладнювалося відсутністю кадрів національного учительства, що має професійний досвід і володіє державною мовою.
Напевно, єдиним мусульманином в Казані, здатним на ведення плідної педагогічної роботи в нових татарських навчальних закладах, був Каюм Насирі. Він з натхненням взявся за організацію такої школи в Забулачній частині міста, спочатку на Мокрій вулиці, а потім в самому серці Старотатарської слободи, неподалік від мечеті «Марджані». Але, як це зазвичай буває з першопрохідцями, невтомний просвітитель замість визнання отримав лише проблеми і неприємності. Для більшості татар він так і залишився «Урис Каюм» — «Російським Каюмов», а для чиновників Міністерства народної освіти — зайве самостійним вчителем, який не бажав займатися відвертою місіонерською діяльністю. Насирі до останнього намагався зберегти свою школу, платив зі своєї мізерної платні і за оренду приміщення, і за підручники і навіть віддавав останні гроші бідним учням на їжу і одяг. Однак конфлікт з інспектором татарських училищ В. В. Радловим зайшов дуже далеко і в 1876 році Каюм Насирі змушений був залишити вчительську роботу.
Самотність і спокійне життя на квартирі у муедзина Галеевської мечеті на Сінній вулиці (нині вул. П.Коммуни, 35) допомогли недавньому відставникові зайнятися серйозною науковою діяльністю. Саме в ці роки він створює найбільш значні твори в області татарського мовознавства, педагогіки, методики навчання, історії та літератури. У нього з'явилося більше часу на видання свого календаря, який просвітитель періодично випускав з 1871 року. Каюм Насирі користувався величезною повагою в науковому співтоваристві Казані. Результати його етнографічних та історичних досліджень з великим інтересом заслуховувалися на засіданнях Товариства археології та етнографії Казанського університету, членом якого він був протягом досить довгого часу.

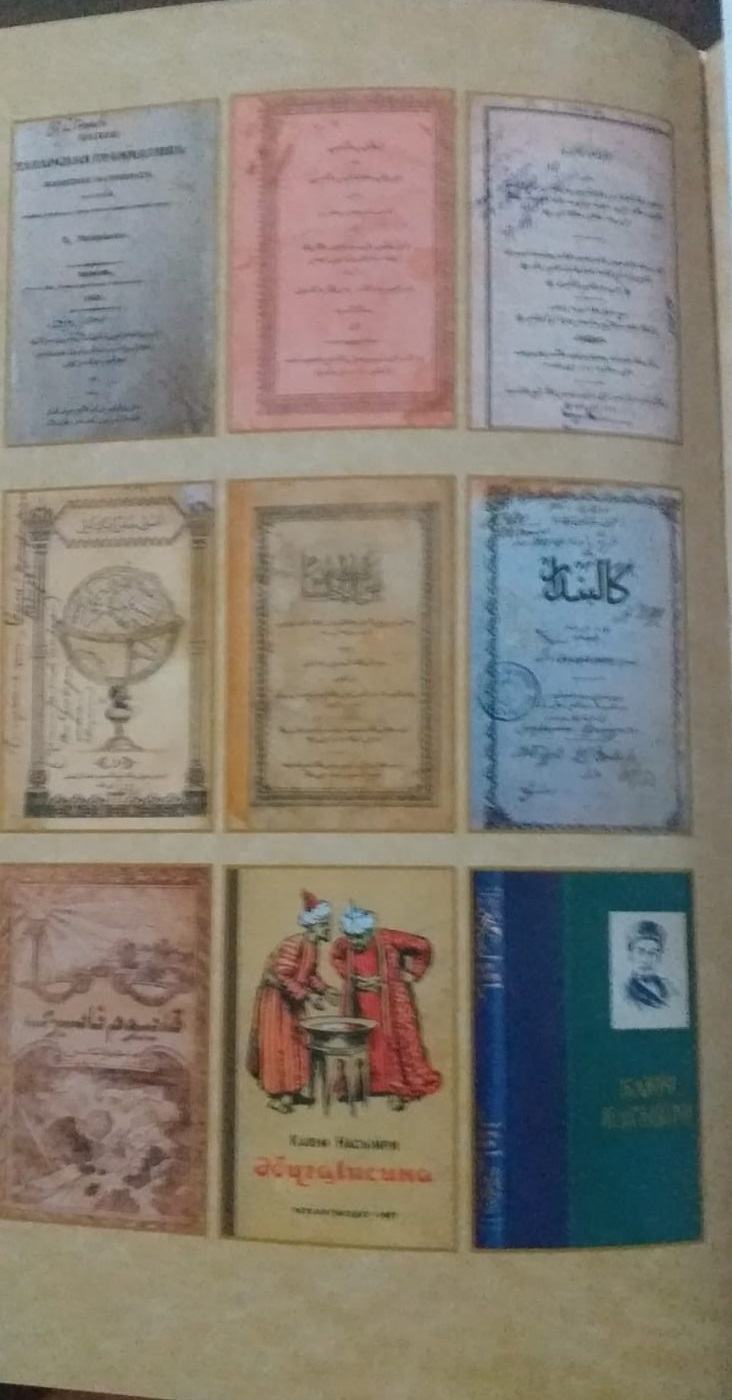
книги Каюма Насирі

Працею всього життя Каюм Насирі можна назвати об'ємистий том його своєрідних проповідей і повчань «Плоди співбесід», що вийшов в 1884 році в університетській друкарні. Цей твір, що представляє собою вираження всієї татарської просвітницької ідеології, і сьогодні має величезне виховне та наукове значення.

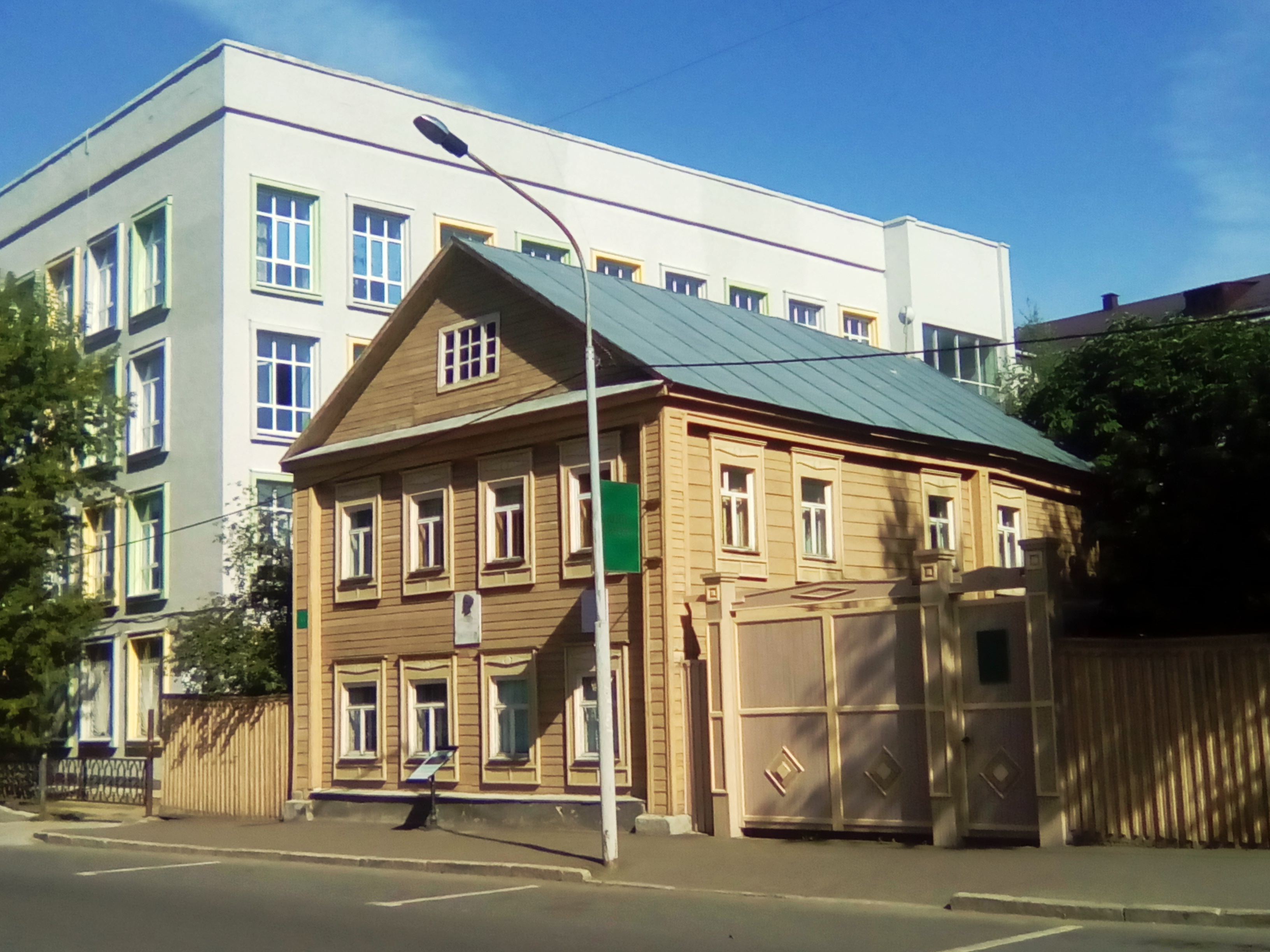
Будинок, в якому жив і помер татарський просвітитель Каюм Насирі

Особисте життя подвижника так і не склалося. Невдачі слідували за ним по п'ятах. У 1885 році, після пожежі, в якій згоріла вся його бібліотека, Каюм Насирі змушений був виїхати в рідне село і заробляти на шматок хліба важкою селянською працею. Повернення в Казань не позбавило його від поневірянь. Відсутність сім'ї, гордий, запальний і досить суперечливий характер тільки погіршували самотність неоціненого сучасниками мислителя. Цікаві замітки з цього приводу залишив Дж. Валіді, який писав: "… Насиров був людина нервова, дивакуватий, жив замкнуто, не любив спілкуватися з людьми, не вмів здобувати собі прихильників. Його життя пройшло в маленькій квартирі, без дружини, без дітей ". Дж. Валіді наводить також слова відомого татарського журналіста і педагога Х. Максуді, який розповів буквально наступне: "Отримавши з Закавказзя лист, в якому автор просив мене надіслати матеріали по казанській літературі … я звернувся … до Каюма Насирі; вислухавши моє прохання повідомити свою біографію і дати фотографічну картку, він відповів в тому сенсі, що не хоче давати про себе ніяких біографічних відомостей для того народу, який до цих пір знати його не хотів і який прирікає на голодну смерть своїх письменників; що він не має ніякої такої фотографічної картки … "
Звичайно, поспішні висновки старого вчителя були продиктовані гіркою образою, але навряд чи вони були виправдані. Каюм Насирі став справжнім кумиром для молодої татарської інтелігенції кінця XIX — початку XX століття — Г. Тукая, Ф. Амірхана, Г. Ібрагімова, Г. Камала та інших, що стояли біля витоків професійної національної літератури, театру, мистецтва і науки.

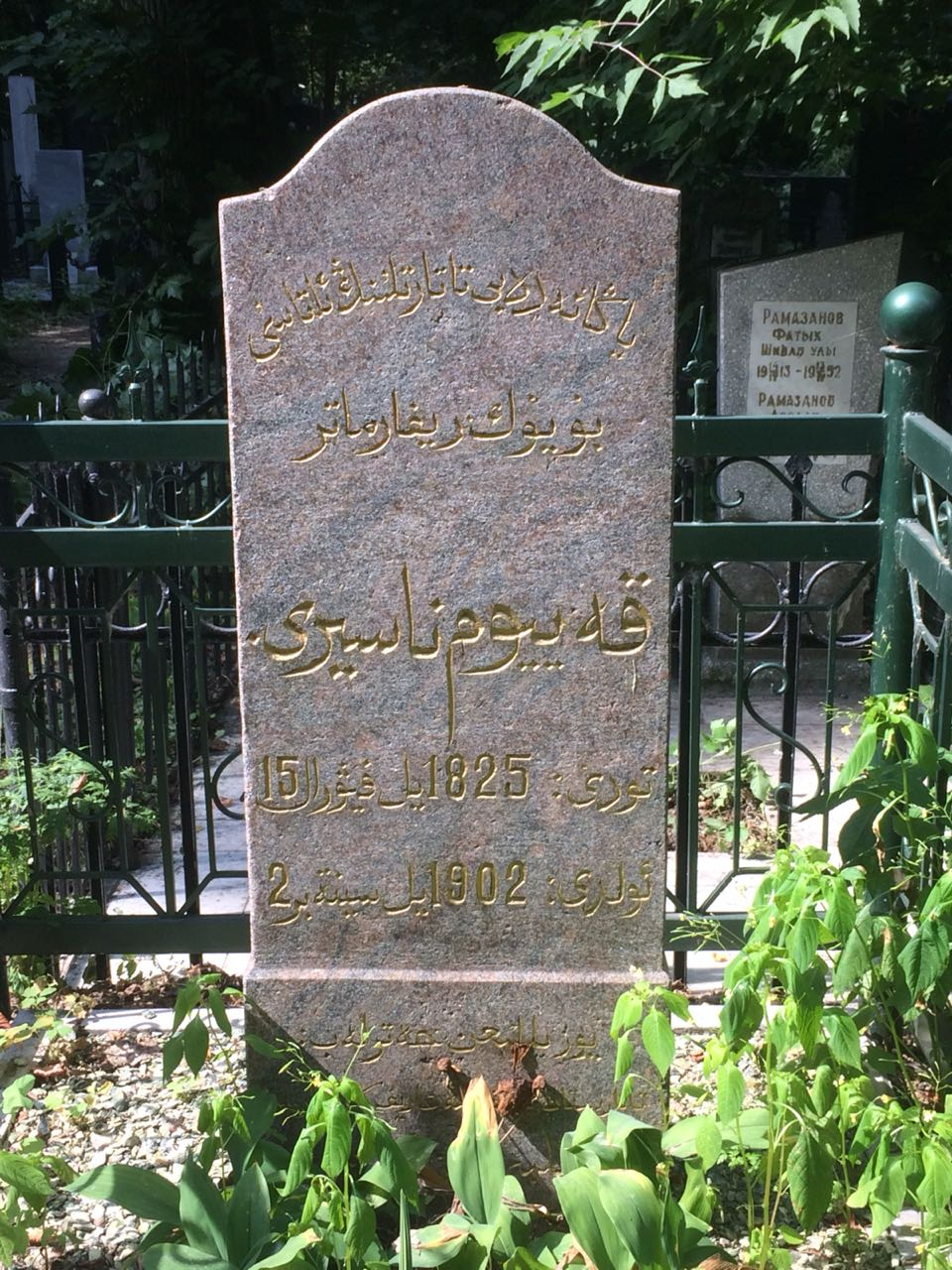
Могила Каюма Насирі

Просвітитель, якого на схилі віку розбив параліч, помер 20 серпня 1902 року і був похований шакірдами медресе «Мухаммадія» на татарському кладовищі в Ново-Татарській слободі Казані.